# Convention de Cintra

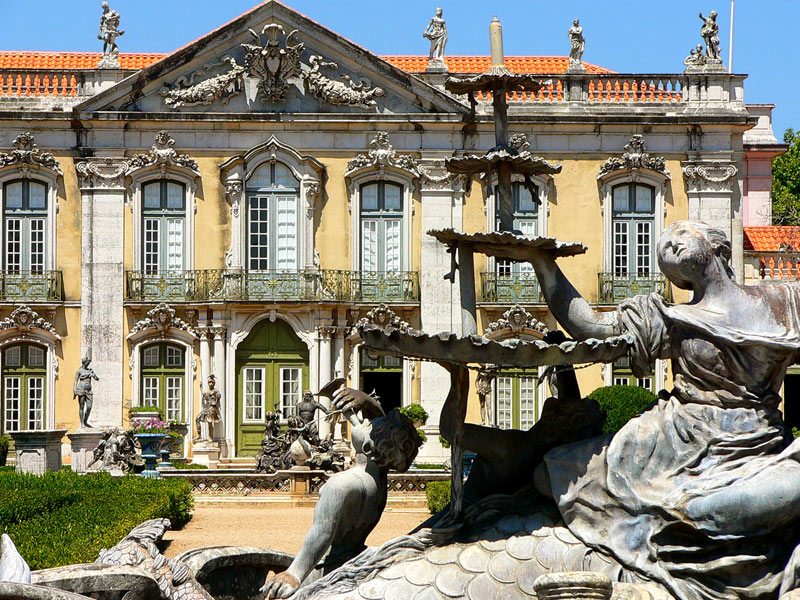
Le palais royal de Queluz, où la convention de Cintra fut signée.

La convention de Cintra (ou de Sintra) fut un accord signé le 30 août 1808 qui mit fin à la première invasion napoléonienne du Portugal, pendant la guerre d'indépendance espagnole (guerre d'Espagne et du Portugal sous le Premier Empire). Par cet accord, les Français vaincus furent autorisés à évacuer leurs troupes du Portugal sans autre conflit. La convention fut signée au palais royal de Queluz, à Queluz-Sintra, en Estramadure.
Les forces françaises de Jean-Andoche Junot, qui avaient été battues par les forces britanniques de sir Arthur Wellesley (futur duc de Wellington) à Vimeiro le 21 août 1808, se trouvèrent coupées de leur ligne de retraite. Cependant, à ce moment, Wellesley fut remplacé au haut commandement des troupes britanniques au Portugal par l'arrivée de sir Harry Burrard et le jour suivant par sir Hew Dalrymple. Tous les deux étaient de vieux hommes précautionneux, qui avaient très peu participé à des combats récemment ; plutôt que de pousser leur avantage auprès des Français, ils se contentèrent d'ouvrir des négociations. Wellesley avait envisagé de prendre le contrôle de Torres Vedras et de couper la retraite des Français avec sa réserve jusqu'ici inemployée, mais il reçut l'ordre d'attendre. Des conversations entre Dalrymple et François Étienne Kellermann conduisirent à la signature de la convention.
Dalrymple accorda des termes pour quitter le Portugal qui étaient similaires à ceux consentis à la garnison d'une forteresse pour se rendre. Les 20 900 soldats français furent évacués du Portugal par la Royal Navy avec leur équipement et leurs « biens personnels » (qui étaient, pour la plupart, des biens pillés auprès de la population portugaise). Ils furent transportés à Rochefort. Junot y arriva le 11 octobre. Évitant ainsi toute confrontation avec les Espagnols et ayant obtenu un transport gratuit, les Français voyagèrent avec armes et bagages et nullement comme une garnison défaite qui rejoint ses propres lignes.
Dalrymple ne tint non plus aucun compte des préoccupations de la Royal Navy à propos d'une escadre russe commandée par l'amiral Dmitri Seniavine, qui était bloquée dans la baie de Lisbonne. Une négociation séparée régla plus tard ce problème.
La convention fut considérée comme honteuse une fois connue au Royaume-Uni. Une défaite complète de Junot s'était soldée par une évasion des Français.
Wellesley voulait combattre mais reçut l'ordre de signer un armistice préliminaire. Il ne prit pas part aux négociations de la convention et ne la signa pas. Les rapports de Dalrymple, par contre, orientèrent les critiques sur Wellesley, qui avait encore un ministère au gouvernement. Wellesley fut donc rappelé du Portugal, de même que Burrard et Dalrymple, pour faire face à une commission d'enquête. La commission siégea dans le Grand Hall de l'Hôpital royal de Chelsea du 14 novembre au 27 décembre 1808. Les trois hommes furent relaxés, mais alors que Wellesley retournait bientôt en service actif au Portugal, Burrard et Dalrymple furent tranquillement poussés vers la retraite et ne furent plus jamais appelés en service actif.
Le général John Moore commenta la commission d'enquête en exprimant le sentiment populaire : « Sir Hew Dalrymple était sénile et parmi tous les hommes que j'ai vus à la tête d'une armée, de loin le plus incapable. Toute sa conduite alors et depuis a démontré qu'il était un insensé. »